# Stadnîkî, Ostroh
Stadnîkî (în ucraineană Стадники) este un sat în comuna Ojenîn din raionul Ostroh, regiunea Rivne, Ucraina.

## Demografie
Componența lingvistică a localității Stadnîkî
     Ucraineană (98,23%)
     Rusă (1,52%)
     Alte limbi (0,25%)
Conform recensământului din 2001, majoritatea populației localității Stadnîkî era vorbitoare de ucraineană (98,23%), existând în minoritate și vorbitori de rusă (1,52%).